# سحابة سميث
سحابة سميث (بالإنجليزية: Smith's Cloud)‏ هي سحابة عالية السرعة من غاز الهيدروجين تقع في كوكبة العقاب في الإحداثيات المجرية ال   =   39 درجة، بي   =   -13 درجة. تم اكتشاف هذه السحابة في عام 1963 بواسطة غيل بيغر، ني سميث، الذي كان طالبًا لعلم الفلك في جامعة ليدن في هولندا لذلك سميت باسمه سحابة سميث.

## الخصائص

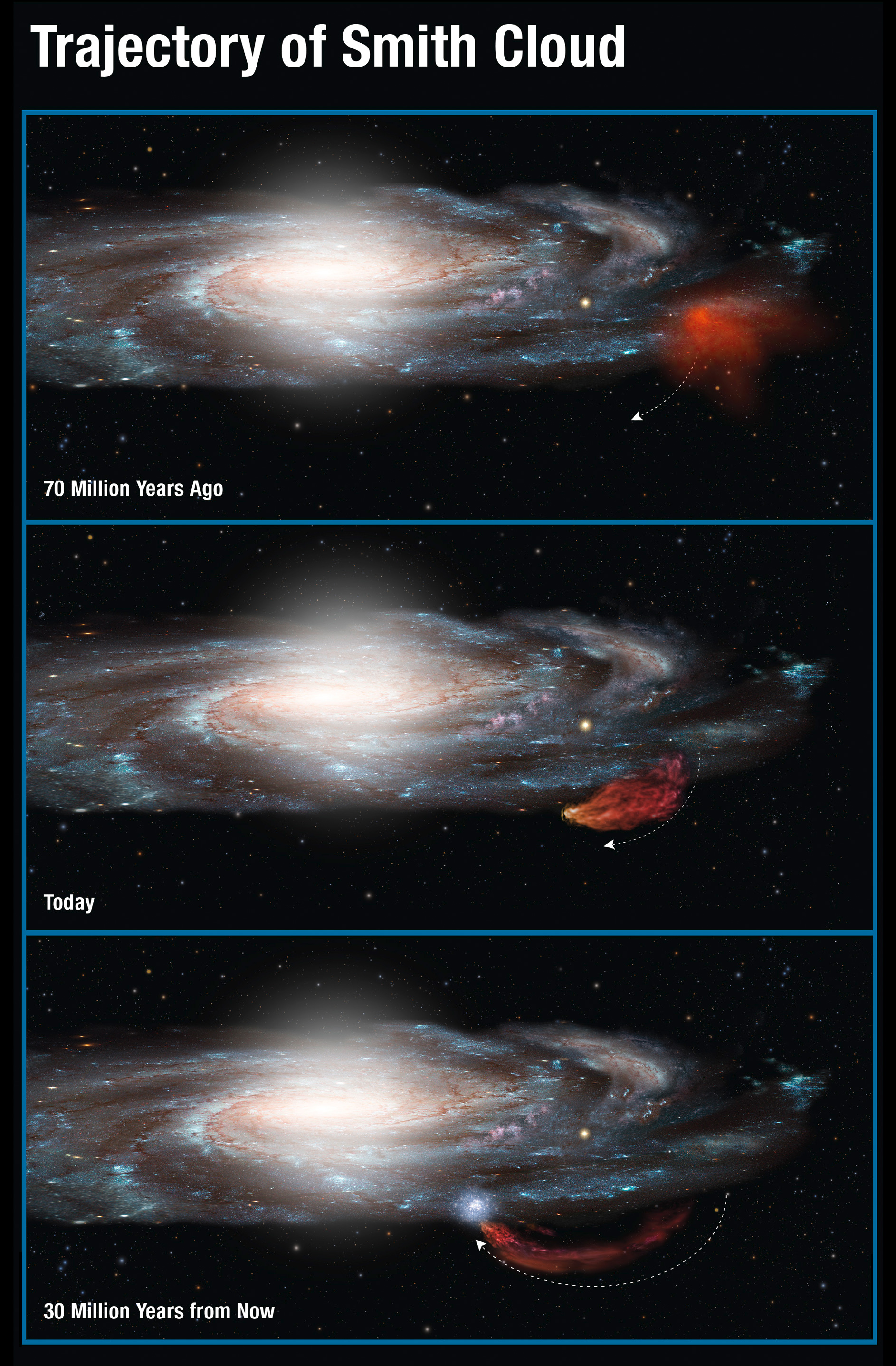
مسار سحابة سميث حيث تقترب بسرعة من مجرتنا درب التبانة.

تمكن روبرت سي بيرد باستخدام تلسكوب غرين بانك التابع للمؤسسة الوطنية للعلوم، وجد علماء الفلك الراديوي أن سحابة سميث لديها كتلة لا تقل عن مليون كتلة شمسية وتقيس 3,000 فرسخ نجمي (9,800 ly) طولها 1,000 فرسخ نجمي (3,300 ly) واسعة في الإسقاط. حجم السحابة ما بين 11,100 فرسخ نجمي (36,000 ly) و 13,700 فرسخ نجمي (45,000 ly) من الأرض  ويبلغ قطرها الزاوي من 10 إلى 12 درجة، أي ما يقرب من كوكبة الجبار ، أو حوالي 20 مرة قطر البدر ، على الرغم من أن السحابة غير مرئية بالعين المجردة.
يبدو أن السحابة تتحرك نحو قرص درب التبانة في الدقيقة 73   ±   26 كيلومتر في الثانية. من المتوقع أن يتم دمج سحابة سميث مع درب التبانة في 27 مليون سنة القادمة عند نقطة في ذراع حامل راس الغول . يعتقد علماء الفلك أنه سيضرب قرص درب التبانة بزاوية 45 درجة، وقد ينتج عن تأثيره موجة من تكوين النجوم أو فورة من الهيدروجين المحايد.
إسقاط مسار السحابة إلى الوراء عبر الزمن، تشير التقديرات إلى أنها مرت عبر قرص درب التبانة قبل حوالي 70 مليون سنة. للبقاء على قيد الحياة في هذا اللقاء السابق، اقترح علماء الفلك أنه مضمن داخل هالة ضخمة من المادة مظلمة. حقيقة أنه نجا من هذا الاصطدام السابق يعني أنه من المرجح أن يكون أكثر ضخامة مما كان يعتقد سابقًا، وقد يكون مرشحًا لكونه مجرة مظلمة . في هذا السيناريو، سيفشل في تكوين مجرة قزمة ، مع المكونات لتشكيل مجرة نجميّة، لكن قلة من النجوم التي يمكن اكتشافها. ومع ذلك، تجادل قياسات الوفرة الكيميائية من تليسكوب هابل الفضائي ضد هذه الفرضية؛ تبين هذه القياسات أن لمعادن سحابة سميث متوسط معدّل قدره نصف القيمة الشمسية، مما يشير إلى أن غازها ينبع من المجرة، وليس من مصدر خارج المجرة. يتماشى كل من مدار السحابة والمعدنية مع الأصل في القرص الخارجي لطريقة درب التبانة. الآلية التي تم بها إطلاق هذا الغاز غير معروفة.

## روابط خارجية
- Finley، Dave (11 يناير 2008). "Massive Gas Cloud Speeding Toward Collision With Milky Way". National Radio Astronomy Observatory (NRAO). مؤرشف من الأصل في 2019-06-16. The leading edge of this cloud is already interacting with gas from our Galaxy— Felix J. Lockman
- Rincon، Paul (12 يناير 2008). "Huge gas cloud will hit Milky Way". بي بي سي. مؤرشف من الأصل في 2019-06-20.